# Marc Litaudon
Marc Litaudon, né le 30 juin 1926 à Landau in der Pfalz et mort le 27 septembre 2003 à Paris, est un athlète français.

## Carrière
Marc Litaudon est éliminé en séries du relais 4 × 100 mètres masculin aux Jeux olympiques d'été de 1948 à Londres. . 
Il est ensuite sacré champion de France du 200 mètres en 1949 à Colombes. 